# Ma Xiaochun
Ma Xiaochun (chinois : 馬暁春 ; sinogramme simplifié : 马晓春 ; pinyin : Mǎ Xiǎochūn), né le 26 août 1964, est un joueur de go professionnel en Chine.

## Biographie
Ma Xiaochun est né à Zhejiang en Chine. En tant qu'amateur, il se fait remarquer en devenant champion du monde, ce qui lui ouvrira la voie pour être reconnu comme professionnel par la fédération chinoise. Joueur de go professionnel, il a atteint le grade de 9e dan en 1985, alors qu'il n'avait que 19 ans. En 1995, il est devenu le premier joueur chinois à gagner des titres internationaux: la Coupe Tong Yang de Corée, et la Coupe Fujitsu du Japon. À cette époque, Ma Xiaochun et Lee Chang-ho étaient les deux meilleurs joueurs mondiaux, se disputant un grand nombre de titres internationaux.

## Titres
| Titre                           | Années                             |
| ------------------------------- | ---------------------------------- |
| Titres nationaux                | 33                                 |
| Mingren                         | 1989 - 2001                        |
| Tianyuan                        | 1987, 1994 - 1996                  |
| Coupe CCTV                      | 1989, 1991, 1992, 1994, 1995, 2002 |
| Coupe Ahan Tongshan             | 1999                               |
| National Go Individual          | 1982, 1984, 1986, 1987, 1991       |
| New Sports Cup                  | 1984, 1985                         |
| Qiwang                          | 1996 - 1999                        |
| Titres internationaux           | 5                                  |
| Tengen Chine-Japon              | 1994 - 1996                        |
| Coupe Fujitsu                   | 1995                               |
| Coupe Tong Yang                 | 1995                               |
| Titres internationaux (amateur) | 1                                  |
| Champion du monde amateur       | 1983                               |